# 가우가멜라 전투
가우가멜라 전투는 기원전 331년 마케도니아 왕국의 알렉산드로스 대왕과 페르시아 제국 아케메네스 왕조의 다리우스 3세가 가우가멜라 평원에서 격돌한 대회전으로, 큰 병력 차이에도 불구하고 마케도니아 군이 대승리를 거두었다.

## 전투전의 상황
페르시아를 침공한 알렉산드로스 대왕은 기원전 333년 이수스 전투에서 페르시아군을 이기고 2년동안 이집트와 지중해 연안을 정복하였다. 시리아에서부터 페르시아의 본토로 진격한 알렉산드로스는 별다른 저항없이 유프라테스강과 티그리스강을 건너 진격해 들어갔고 페르시아는 이에 맞서 대군을 모아 마케도니아군의 진로를 막고 포진했다.
전투가 벌어진 곳은 오늘날 이라크의 모술 근처의 가우가멜라 평원으로 다리우스 3세는 상대적으로 병력이 열세인 마케도니아군을 맞아 자신의 대군을 이끌며 효과적으로 진을 펼칠 수 있도록 넓고 평탄한 평지를 전투장소로 정해 미리 기다리고 있었다. 플루타르코스에 의하면 가우가멜라는 "낙타의 집"이라는 뜻이라고 한다.
양쪽 군대의 규모에 대해서는 고대의 기록과 현대의 연구자들의 추정치가 서로 다르다. 알렉산드로스 대왕의 병력 기록은 동시대인인이자 직접 참전한 프톨레미아오스의 기록에 의하기 때문에 비교적 공정하고 정확하다고 할 수 있으나 페르시아 병력의 경우 고대의 기록이 훨씬 과장되어있을 가능성이 많다.
고대의 페르시아 병력에 대한 기술은 기병 40,000~200,000, 보병 800,000~ 1,000,000으로 총병력이 100만을 상회하지만 이는 당시의 인구 통계나 자료로 비추어 타당하지 않다. 현대의 연구자들의 연구에 따르면 페르시아군의 경우 전차 200대, 경보병 62,000명, 그리스 중장보병 2,000명, 기병 12,000, 전투 코끼리 15마리 등으로 총 90,000~100,000 정도의 병력이었을 것으로 추산한다. 이에 맞서 마케도니아 측은 경보병 9,000명, 중장보병 31,000명, 기병 7,000으로 단 한대의 전차도 없이 수적으로 매우 열세였으나 장비와 훈련정도는 페르시아를 압도했을 것으로 보이며 전차가 전혀 없다는 점은 마케도니아가 승리하는 계기가 되었다.
양쪽 군대가 평원에 맞서 진을 펼치고 맞선 전투 전날밤, 페르시아군은 진지에서 밤새 무장한 채로 서있었으나 알렉산드로스군은 충분한 휴식을 취하고 포상금과 식량을 충분히 지급하였다.

## 전투의 상황

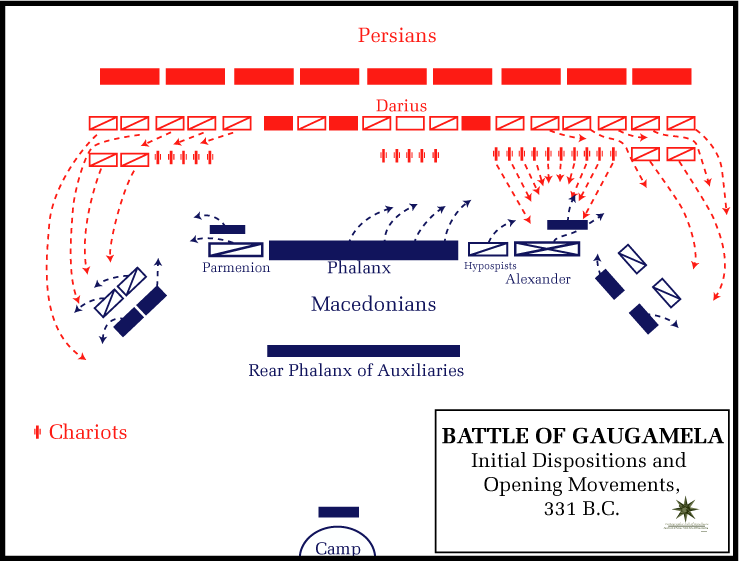
가우가멜라 전투의 시작

### 진영 배치
다리우스는 동방과 동맹 스키타이 부족들에게서 우수한 기병을 모으고 전차 200대와 인도의 전투 코끼리 15마리도 포진시켰는데 사실 전차와 전투 코끼리는 기원전 1100년 철기 시대가 도래한 이후부터는 그 어떤 전투에서도 별다른 전과를 올리지 못했다. 다리우스는 전차의 원활한 기동을 위하여 평원의 잡목과 풀들을 모두 베어버리라고 명령을 내렸다. 다리우스 자신은 최정예 보병대와 전통적으로 페르시아 군주들과 함께 좌우로 기병과 그리스 용병의 호위를 받으며 중앙에 포진했다. 진영 중앙에는 보병대와 불사부대, 궁수를 배치했고 전체 부대의 좌익과 우익에는 각각 기병을 포진하고 전차를 기병대의 선두로 좌우에 배치했다.
마케도니아 군은 중앙에 팔랑크스, 중장보병을 중심으로 두고 좌우익에 기병을 배치했는데 우익에는 알렉산드로스 자신이 직접 최정예 컴패니온 기병대와 파이오니아, 마케도니아 경기병을 지휘하고 좌익에는 파르메니온이 테살리아와 그리스 용병, 트라키아 기병대를 지휘했다. 중앙의 팔랑크스는 이중으로 배치하였는데 이는 수적으로 우세한 적에 대항하여 좌우익의 균열이 생길 경우를 대비한 것이었다.

### 시작
알렉산드로스는 이 전투에서 이전까지는 볼 수 없었던, 놀라운 창의적인 전술을 구사하였다. 그의 계획은 페르시아 기병대를 최대한 좌우 날개쪽으로 끌어들여서 적진의 틈을 만들고 그 생긴 틈으로 결정적인 일격을 가하여 다리우스의 본진으로 침투해 들어간다는 것이다. 이것은 완벽한 타이밍과 기동을 요구하는 전술이었고 무엇보다 알렉산드로스 자신이 제일 먼저 움직여야 하는 작전이었다. 마케도니아군은 적의 기병을 최대한 끌어들이기 위해 45도로 비스듬히 배열했고 다리스우스는 이수스 전투에서 비슷한 상황을 보았기 때문에 처음에는 망설였으나 결국 치고 내려왔다.
다리우스는 전차를 돌격시켰다. 마케도니아군은 전차의 단점에 대해 모두 파악한 상태였기에 전차를 배치하지 않았으며 이어서 전차에 대한 대비를 충분히 한 상태였기 때문에 맹렬하게 돌진하는 전차에 맞서 제1열이 비스듬히 물러나 틈을 열고, 제2열이 전차를 에워싸는 전술을 구사했다. 결국 전차는 선회를 못하고 공격도 하지 못한 채 마케도니아군 사이를 빠른 속도로 통과해버렸는데 얼마 못가 마케도니아 창병에게 포위되고, 마케도니아군은 손쉽게 기수만 찔러죽일 수 있었다. 특히 마케도니아의 밀집보병 방진인 팔랑크스가 전차를 모두 격퇴시켰다. 이로써 아케메네스 제국은 사실상 멸망했고 마케도니아군은 상당한 피해를 입었다.

### 알렉산드로스의 결정적인 공격
페르시아군은 점점 더 마케도니아의 우측 날개 쪽으로 밀고 내려왔고 알렉산드로스는 천천히 제2선으로 밀렸다.다리우스는 우익기병을 이용 알렉산드로스 대왕을 추격을 명하였다. 하지만 그것은 알렉산드로스 대왕이 이미 예상하였으며, 페르시아군도 모를 비밀이 있었는데,  기병대 사이에 보병도 포함되어 있었다는 것이다. 페르시아군은 모래 먼지 때문에 보병의 존재를 몰랐다. 아울러 페르시아 기병대는 추격이 아니라 유인당한 것이며, 이를 이용해 알렉산드로스의 기병대 일부가 급선회 하여 다리우스의 본진 앞으로 밀고 들어갔다. 남은 기병대와 숨겨진 보병에 의해 발이 묶인 페르시아 기병대를 뒤로 하고 알렉산드로스 대왕은 다리우스 본진까지 진격하였다. 갑자기 전선을 돌파당한 페르시아군은 어쩔 줄을 몰랐으며 마케도니아 진영 깊숙이 들어왔던 페르시아의 좌익 기병대는 군사를 급히 뒤로 돌리려고 하였다. 알렉산드로스는 다리우스를 보호하던 근위대와 그리스 용병을 치고 들어갔고, 다리우스는 목숨이 위험해지자 말머리를 돌려 도망갔고 페르시아군이 그를 뒤따라 도망쳤다.

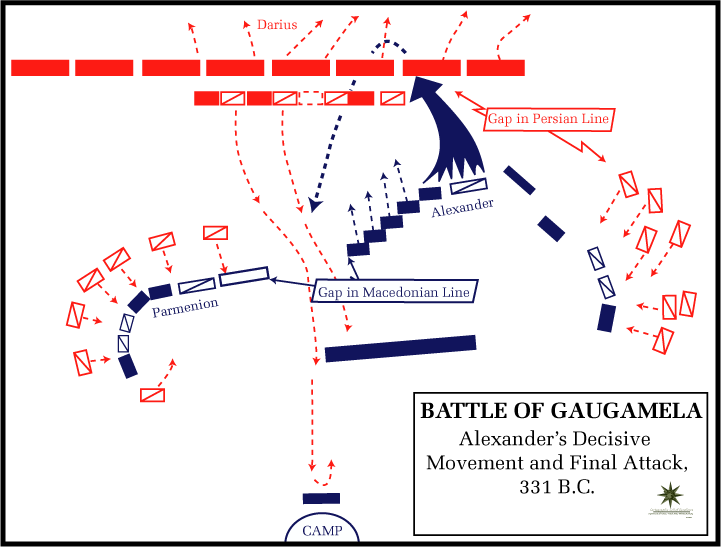
가우가멜라 전투의 중반

### 좌익의 붕괴
한편, 알렉산드로스가 본격적으로 다리우스를 추격해 들어가려는 찰나, 마케도니아군 좌측의 파르메니온으로부터 다급한 전갈을 받았다. 파르메니온이 이끄는 좌익은 마자에우스가 이끄는 페르시아 기병대로부터 돌파당했고 마케도니아의 팔랑크스는 둘로 갈라져 심각한 타격을 입었다. 알렉산드로스는 자기의 부대를 지키느냐 다리우스를 잡느냐의 선택을 해야했고 결국 추격을 포기하고 파르미니온을 돕기 위해 돌아섰다.
마자에우스의 페르시아와 인도 기병대는 마케도니아의 전선을 뚫고 들어와 마케도니아의 보병을 공격하는 대신 후방에 잡혀있는 다리우스의 가족을 먼저 구하러 했다. 페르시아 기병대는 알렉산드로스의 캠프까지 내려와 다리우스의 어머니인 시시감비스를 구하려 했으나 그녀가 거부하였다고 한다. 파르미니온을 구하러 달려오는 도중 알렉산드로스는 퇴각하는 페르시아 기병대로부터 타격을 입었다. 마자에우스는 다리우스가 도망쳤다는 소식을 듣고 부대를 퇴각시키려 하였지만 페르시아군은 혼돈에 빠져 달아나기 시작했다. 알렉산드로스가 도착하기 전에 파르메니온은 전세를 회복하여 역전에 성공했다. 알렉산드로스는 곧바로 다리우스에 대한 총추격을 명령하였고 해질 때까지 쉬지 않고 다리우스를 추격하였다.

## 전투의 결과
알렉산드로스는 다리우스의 전리품을 파르메니온에게 맡기고 다리우스를 추격했으나 결국 붙잡는 데 실패했다. 다리우스는 심각한 타격을 입고 동쪽으로 밀려나 거기서 군대를 다시 규합해 알렉산드로스에 대한 반격을 준비하려 했으나, 페르시아 동방 속주의 총독들은 다리우스를 따르지 않았다. 알렉산드로스는 별다른 저항 없이 바빌론에 입성하였고, 페르시아 제국의 샤(왕중의 왕)로 군림했으며, 다리우스는 박트리아까지 쫓기다가 결국 부하 총독인 베수스에게 죽임을 당하였고 아케메네스 왕조와 페르시아 제국은 무너졌다. 이로써 헬레니즘 제국이 탄생하였으나 이 제국도 아케메네스 제국과 마찬가지로 250년만에 모두 붕괴하고 만다.

## 망치와 모루
알렉산드로스 대왕이 즐겨 사용하던 전술은 이수스 전투와 가우가멜라 전투 당시 페르시아군을 격퇴하는데 사용되었다. 알렉산드로스 대왕과 후에 그리스의 주력 보병 방진법인 팔랑크스를 모루(철을 두드릴 때 받치는 받침대)로 적의 움직임을 막고, 발빠른 기병대를 전진 우회하여 적의 후방을 급습 전열을 흐트리며 적에게 치명적인 피해를 주는 전술이다. 이러한 전술은 후대의 칭기스 칸이 다시 쓰기도 했다.